# Dar Allouch
Pour les articles homonymes, voir Lelouch.
Dar Allouch (arabe : دار علوش) est une ville tunisienne située à l'extrémité nord-est de la péninsule du cap Bon, à l'entrée du golfe de Tunis. Elle se situe à 129 kilomètres de Tunis et à 80 kilomètres de la Sicile.
Rattachée administrativement au gouvernorat de Nabeul et à la délégation de Hammam Ghezèze, elle est le centre d'une municipalité comptant 4 558 habitants en 2014. La municipalité est créée par le décret du 2 avril 1966.
La cité dispose d'une plage et d'une forêt, nommée Dar Chichou, créée de toutes pièces par la main de l'homme, qui encercle la ville. En juillet 2011, la forêt de Dar Chichou est ravagée par un incendie et plus de 400 hectares sont réduits en cendres.
Ses ressources dans le domaine de l'agriculture ont conduit des usines à s'y installer, notamment des usines de conserves.